# Nishiōji Oike (métro de Kyoto)
Nishiōji Oike (西大路御池駅, Nishiōji Oike-eki) est une station du métro de Kyoto sur la ligne Tōzai dans l'arrondissement de Nakagyō à Kyoto.

## Situation sur le réseau
La station Nishiōji Oike est située au point kilométrique (PK) 16,2 de la ligne Tōzai.

## Histoire
La station a été inaugurée le 16 janvier 2008.

## Services aux voyageurs

### Accès et accueil
La station est ouverte tous les jours.

### Desserte
- Ligne Tōzai :
  - voie 1 : direction Uzumasa Tenjingawa
  - voie 2 : direction Rokujizō ou Biwako-hamaotsu (par la ligne Keihan Keishin)